# Zorza poranna
Zorza poranna (także jutrzenka, jutrznia) – określenie jaśniejącego nieba tuż przed wschodem Słońca. Niebo przybiera na horyzoncie barwę żółto-pomarańczową. Podobne zjawisko zwane zorzą wieczorną można zaobserwować po zachodzie Słońca.

## Galeria

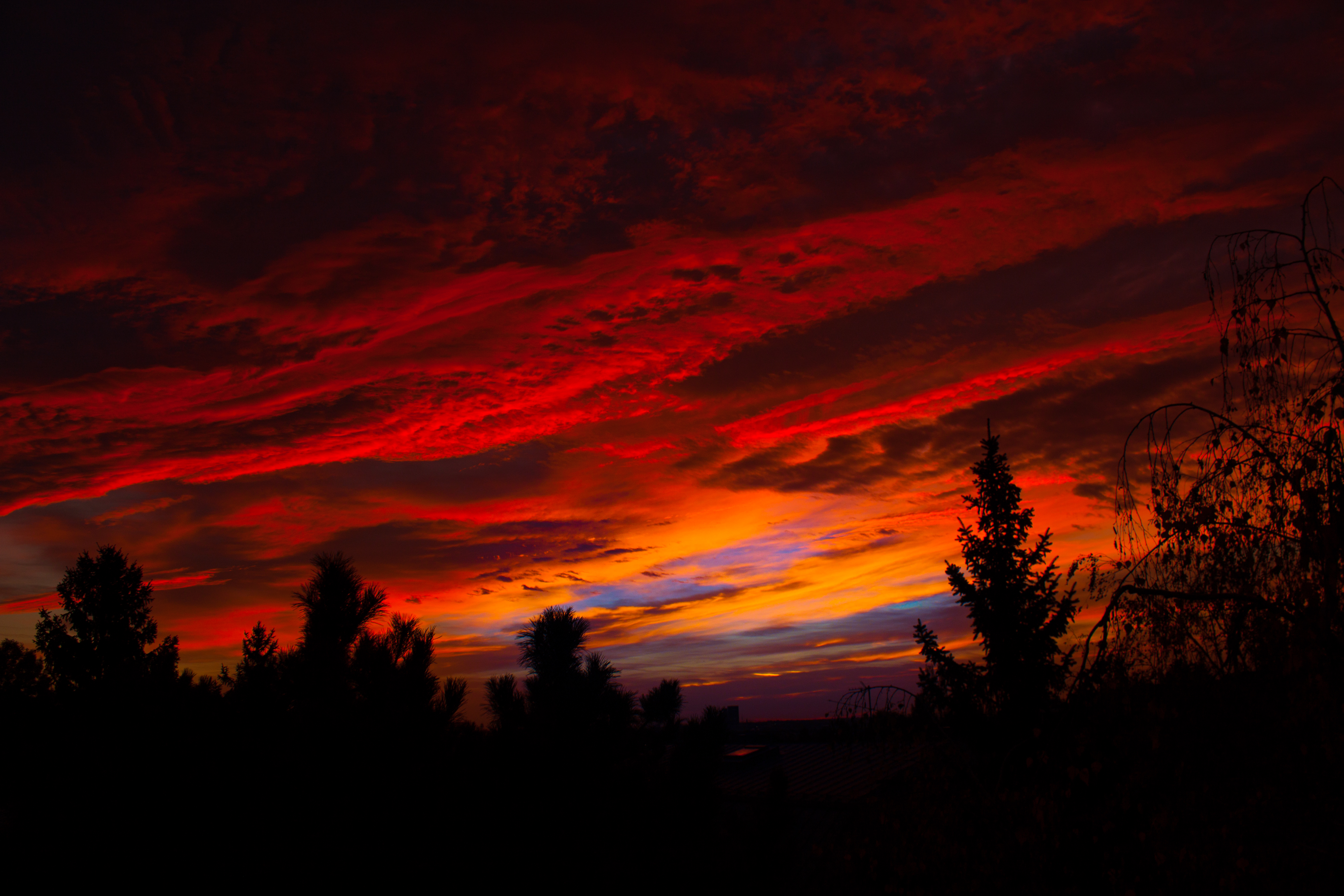
Zorza poranna w Wiedniu, 2014
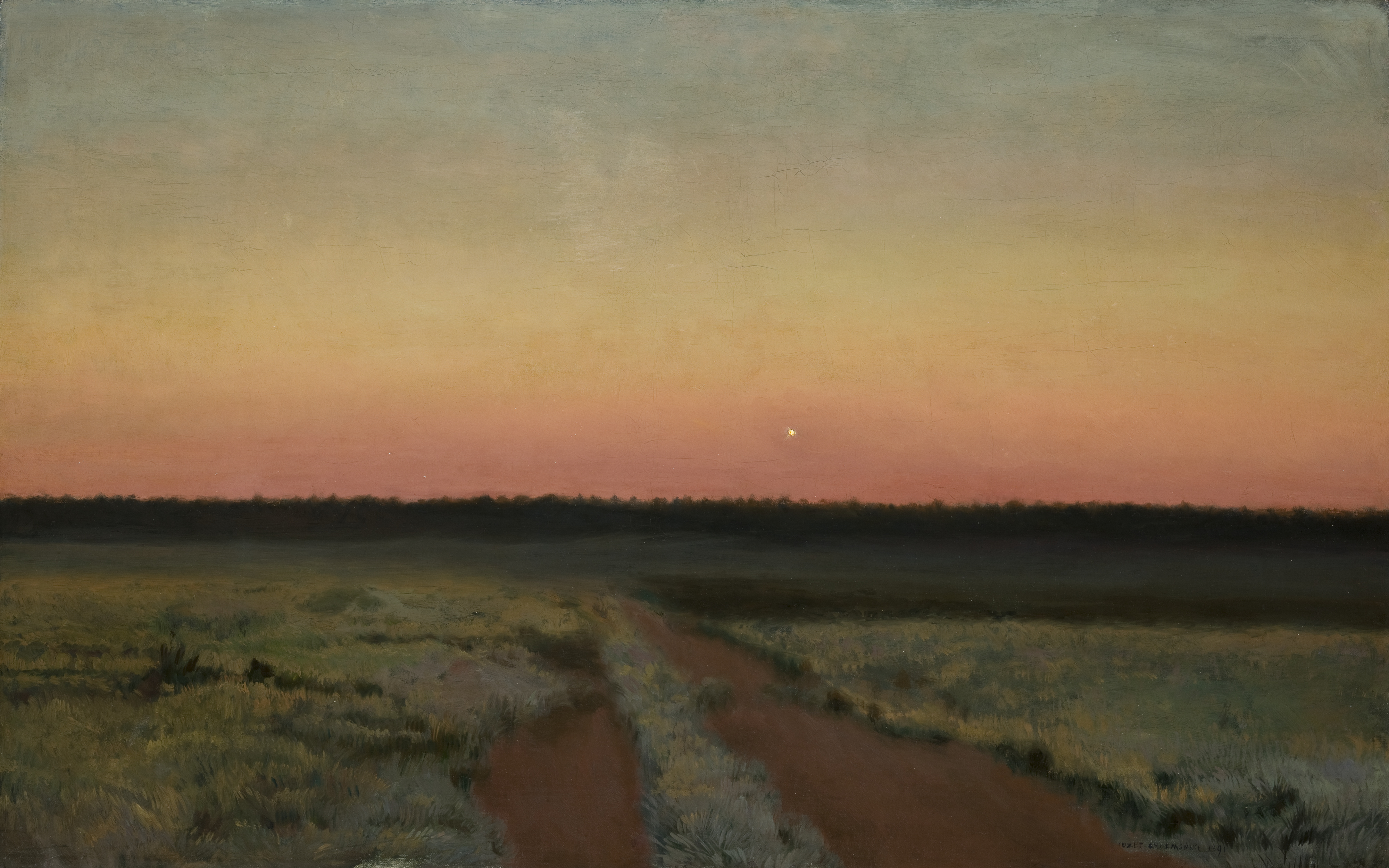
Józef Chełmoński, Jutrzenka, 1891, Muzeum Narodowe w Krakowie